# Índice cardiotorácico
O índice cardiotorácico é um exame radiológico para avaliação aproximada do aumento da silhueta cardíaca. É a razão entre o diâmetro cardíaco máximo transversal e o diâmetro da caixa torácica em inspiração profunda. Usualmente corresponde a 0,5 no adulto, devendo ser menor que 0,65 nos recém-nascidos e menor que 0,55 em lactentes (valores acima disto configuram cardiomegalia.   
- só é válida nos indivíduos normolíneos.
- nos pacientes brevilíneos ou na obesidade, a subida do diafragma provoca uma horizontalização cardíaca "coração deitado", com falso alargamento da silhueta cardíaca pois o que se mede neste caso já não é o diâmetro transversal do coração mas um diâmetro intermédio entre o transversal e o longitudinal.
- nos pacientes longilíneos, por sua vez, o coração está em posição vertical com uma redução deste índice.
- nas patologias pulmonares assim como nas patologias da coluna, com desvios anatómicos da inter-relação dos órgão torácicos, este índice pode estar alterado sem causa cardíaca.[1]